# Collaboratori di giustizia della 'ndrangheta
Questa lista è suscettibile di variazioni e potrebbe essere incompleta o non aggiornata.

(Il pentito di Corigliano Vincenzo Curato)
Di seguito, un elenco dei collaboratori di giustizia di 'ndrangheta in ordine cronologico dal momento in cui è iniziata la collaborazione con lo stato italiano. 
Per quanto riguarda l'organizzazione criminale di 'ndrangheta, a causa delle sue peculiarità, è meno soggetta al fenomeno del pentitismo ma negli ultimi anni il fenomeno è incrementato. 
La legge sulla figura del Collaboratore di giustizia in Italia viene emanata nel 1980, aggiornata una prima volta nel 1991, ed un'ultima volta nel 2001. L'elenco parte quindi dall'anno 1980.
Al 2007 i collaborati di giustizia di 'ndrangheta sono 97, escludendo i familiari.

## Ante Litteram
- Francesco Albanese (1900)[3]
- Domenico Dorta (1931)
- Serafino Castagna (1960)[4], di Palmi.

## Anni '80
- Pino Scriva (1983), figlio di Francesco Scriva e operante a Rosarno[5].
- Armando Fragomeni (1985), fece arrestare 120 affiliati alla 'ndrangheta a Torino[6].
- Antonio De Rose (1986), fa luce sulla faida di Cosenza[7].
- Teresa Concetta Manago (1989), prima donna collaboratrice di giustizia per la 'ndrangheta, sodale dei Condello[8][9] e coinvolta nella Faida di Palmi, trascorsa dal 1977 al 1990.

## Anni '90
- Antonio Zagari (1990)[10][11], figlio di Giacomo Zagari, boss egemone nel varesotto[5].
- Saverio Morabito (1993), collabora nell'operazione Nord-Sud[12].
- Calogero Marcenò (1992), esponente di un clan mafioso siciliano originario di San Cataldo (CL), diventa capo del locale di Varese per conto dei Mazzaferro di Gioiosa Ionica. Collabora nell'operazione Notte dei fiori di San Vito, che portò a 370 arresti.[13]
- Giacomo Ubaldo Lauro (1992)[14], dopo il suo arresto nei Paesi Bassi per traffico internazionale di droga decide di collaborare, le sue dichiarazioni sono confluite nell'operazione Olimpia e nel processo alla strage di Piazza Fontana, alla strage di Gioia Tauro, sull'omicidio Ligato[14].
- Filippo Barreca (1992), con dote di santista, capo dell'omonima 'ndrina a Reggio Calabria. Collabora nell'operazione Olimpia.
- Saverio Mammoliti (1993)
- Annunziato Raso (?), affiliato ai Piromalli-Molè di Gioia Tauro[15][16]. Collabora per la Faida di Taurianova[17] e racconta dell'omicidio di Ferdinando Caristena in quanto ritenuto avesse relazioni omosessuali e con la sorella del cognato di Girolamo Piromalli[18][19].
- Rocco Buda (1995), affiliato degli Imerti[20][21].
- Giovanni Riggio (1993)[22]
- Francesco Fonti (1994)
- Tommaso Mazza (1994), al vertice del clan dei Gaglianesi e arrestato nell'operazione Falco-Ghibli[23].
- Giovanni Gullà (1994)[24]
- Roberto Pagano (1994)[1]
- Franco Pino (1995)[1]
- Michele Iannello (1995)[25][26], affiliato dei Prostamo-Pititto di Mileto (VV)[25][26], condannato all'ergastolo dal 1994 per l'omicidio di Nicholas Green[25][26], non più collaboratore dal 13 aprile 2015[25][26]. Ha collaborato al processo Luce nei boschi[25][26].
- Giuseppe Vitelli, affiliato ai Perna[1].
- Ferdinando Vitelli, affiliato ai Perna[1].
- Franco Vitelli, affiliato ai Perna[1].
- Angelo Santolla, affiliato ai Perna[1].
- Nicola Belmonte, affiliato ai Perna[1].
- Francesco Tedesco, affiliato ai Perna[1].
- Aldo Acri, affiliato ai Perna[1].
- Franco Garofalo, affiliato ai Perna[1].
- Francesco Amodio, collabora nell'operazione Terminator[1].
- Erminio Munno (1998), ex affiliato ai Bruni di Cosenza[1].
- Giorgio Basile (1999)
- Roberto Pagano
- Dario Notargiacomo
- Nicola Notargiacomo
- Giorgio Basile (1998), affiliato al Locale di Corigliano, primo pentito in Germania.
- Roberto Grimaldi (?), collabora per la Faida di Taurianova[17].
- Salvatore Grimaldi (?), collabora per la Faida di Taurianova[17].
- Gaetano Albanese (?), collabora per la Faida di Taurianova[17].
- Rita Di Giovine (?), collabora per i fatti legati ai Di Giovine.
- Emilio Di Giovine (?), collabora per i fatti legati ai Di Giovine.
- Antonio Fidelibus (? - 1995)[27]
- Antonio Gullì (? - 2002), collabora nel processo Olimpia fino al 6 febbraio 1996, sparisce per 8 giorni e ritratta le sue confessioni contro Amedeo Matacena e sull'omicidio Ligato, finisce la collaborazione nel 2002. Verrà ucciso a Reggio Calabria il 6 maggio 2008[28].

## Anni 2000
- Girolamo Biagio Bruzzese (2003), figlio di Domenico, ex braccio destro di Teodoro Crea, nel 2003 tenta di ucciderlo e si costituisce. Il fratello, Marcello viene ucciso il 25 dicembre 2018 a Pesaro mentre si trovava in un luogo protetto[29][30].
- Antonino Rodà (prima del 2008), ex affiliato ai Serraino[28].
- Mario Pranno (2000), boss dell'omonima cosca.
- Lea Garofalo (2002), revocata nel 2006, la riottiene nel 2007 e rinuncia nel 2009.
- Nino Fiume (2002), affiliato ai De Stefano.
- Paolo Iannò (2002), con grado di quartino, collabora al processo Testamento contro la cosca Libri, al processo Crimine del 2010 e al processo Meta nel 2013[31][32][33][34].
- Antonio Di Dieco (2003), ex capobastone di Castrovillari[35].
- Gaetano Santaiti (2003), capo dei Gioffrè.
- Angiolino Servello (2005), collabora nell'operazione Costa Pulita contro i Mancuso, Grande e Accorinti[36].
- Luigi Bonaventura (2006), ex boss dei Vrenna-Bonaventura[37]. Gli viene revocato il programma di protezione nel 2014, la revoca viene confermata nel 2018.
- Francesco Michienzi (2006), collabora in quanto affiliato dal 1997 degli Anello-Fruci di Filadelfia e per il caso di lupara bianca di Santo Panzarella.
- Rocco Varacalli (2004), collabora all'operazione Minotauro e Maglio 3[38].
- Angela Donato (2007), collaboratrice non affiliata per le cosche del lametino e gli Anello-Fruci di Filadelfia[39].
- Vincenzo Marino (2007), ex affiliato ai Vrenna-Corigliano-Bonaventura collabora alle operazioni Stige e Six Towns ma anche sulla strage di Duisburg. Gli viene revocato il programma di protezione e dal 2018 decide di non collaborare più[40].
- Antonino Fiume (2009), affiliato ai De Stefano, collabora nell'operazione Meta del 2011[41][42].
- Enzo Taverniti (2010), affiliato alla 'ndrina dei Loielo, nel locale di Fabrizia (VV) con il ruolo di capo-giovane fino al 2002 e collabora nell'operazione Domino[43].

## Anni 2010
- Rocco Oppedisano (?), collabora nel processo Luce nei Boschi (2013-2018)[44].
- Antonio Forastefano (?), collabora nel processo Luce nei Boschi (2013-2018)[44].
- Michele Ganino (?), collabora nel processo Luce nei Boschi (2013-2018)[44].
- Domenico Falbo (?), collabora nel processo Luce nei Boschi (2013-2018)[44].
- Rocco Marando (?), collabora all'operazione Minotauro e Maglio 3 fino a novembre 2017 quando ha ritrattato durante una seduta del processo Minotauro.[45]
- Antonino Belnome (2010), capo-locale di Giussano con dote di padrino.
- Antonino Lo Giudice (2010), con dote di mammasantissima, affiliato all'omonima 'ndrina, nel 2013 ritratta il suo pentimento, ma negli anni successivi ridiventa pentito e fornisce informazioni utili per le operazioni "Gotha" e "'Ndrangheta stragista".[46]
- Giuseppina Pesce (2010)[47], collabora rivelando l'organigramma dei Pesce-Bellocco.
- Giuseppe Giampà (2012), è stato arrestato a luglio 2011 con l'operazione Déjà-vu. Collabora in quanto affiliato alla 'Ndrina Giampà.[48]
- Michael Panajia (2012), ex caposocietà del locale di Giussano.[49]
- Francesco Oliverio (2012[50]), con dote di trequartino ed ex capo-locale a Belvedere di Spinello (KR) di 6 'ndrine ed un distaccamento a Rho (MI)[51][52]. Collabora anche nell'operazione Orso del 2021 contro i Megna.
- Carmine Venturino (2013), fornisce informazioni in merito all'omicidio di Lea Garofalo.
- Giuseppe Giampà (2013), affiliato dal 2000, capo-cosca (dal 2008 al 2011) con dote di padrino collabora nell'operazione Piana[53] e nell'operazione Crisalide del 2017.
- Gioacchino Macrina (?), fornisce informazioni per il processo Crisalide.[54]
- Gianni Cretarola (2014), affiliato ad una 'ndrina di San Luca a Roma[55] collabora all'operazione Showdown 3 del 2017 contro i Sestito di Gagliato[56] e al processo La Svolta per la 'ndrangheta in Liguria conclusosi nel 2017.[57]
- Umberto Paviglianiti (giugno 2014)
- Tiziana Ventura (giugno 2014)
- Luciano Nocera (2015), affiliato al Locale di Canzo.[58]
- Domenico Trimboli (2015)[59][60], collabora per l'operazione Chiosco Grigio ed Overting.
- Raffaele Moscato (marzo 2015), ex affiliato dei Tripodi-Mantino di Vibo Valentia marina, collabora per l'operazione Insomnia.[61][62]
- Paolo Signifredi (giugno 2015), collabora e al processo Aemilia (condannato nel processo Pesci).[63]
- Giuseppe Corsini (2015)
- Antonio Femia (2015)
- Domenico Agresta (2016), collabora al processo Minotauro scaturito dall'omonima operazione del 2011[45] e all'operazione Cerbero del 2019 contro i locali di Volpiano e San Giusto Canavese in provincia di Torino.[64]
- Domenico Giampà (2016)[65]
- Daniel Panarinfo (2016), detto "Assu i Mazzi", rampollo di un casato mafioso siciliano originario di Riesi, ex braccio destro di Nirta Bruno di San Luca a Torino, collabora nel processo Geenna.[66][67]
- Gennaro Pulice (2016), ex affiliato dei Cannizzaro-Daponte di Lamezia Terme, fu arrestato a Serravalle Scrivia il 14 maggio 2015.[68][69]
- Andrea Mantella (2016), affiliato ai Lo Bianco con dote di sgarrista, avrebbe lavorato anche per Bonavota[70].
- Brunella Latella (2016), imprenditrice nel settore alimentare a Reggio Calabria collaboratrice senza essere nel programma di protezione testimoni per il processo Gotha.[71][72]
- Massimo Femia (gennaio 2017)
- Umberto Egidio Muraca (2017), fornisce informazioni per il processo Crisalide.[54]
- Saverio Cappello (2017), fornisce informazioni per il processo Crisalide.[54]
- Rosario Cappelli (2017), fornisce informazioni per il processo Crisalide.[54]
- Vittorio Spadafora (2017), arrestato nel 2016 e fratello del boss di San Giovanni in Fiore Giovanni Spadafora.
- Nicola Femia (2017), arrestato nel 2013 e coinvolto nel processo Black Money e Anjie in Emilia-Romagna[73], dalle sue confessioni è scaturita l'operazione Scramble conclusasi a gennaio 2018.[74]
- Antonio Valerio (giugno 2017), collabora nel processo Aemilia.[75]
- Giuseppe Giglio (2017), collabora nel processo Aemilia.[75]
- Antonio Valerio (2017), collabora nel processo Aemilia.[76]
- Nicola Figliuzzi (?), collabora nel processo Gringia per la faida di Stefanaconi tra i Patanìa e i Piscopisani.[77]
- Consolato Villani (2017), collabora nell'inchiesta 'ndrangheta stragista.[78]
- Lorenzo Bruzzese del Locale di Cinquefrondi, arrestato nell'operazione Vittorio Veneto (giugno 2013), collabora per l'operazione Saggio Compagno (ottobre 2017).[79]
- Francesco Farao (2018), figlio di Giuseppe inizia a collaborare dopo l'arresto nell'operazione Stige.[5]
- Antonio Forastefano (?), ex boss dell'omonima 'ndrina.[80]
- Pasquale Perciaccante (?), affiliato agli Abbruzzese.[80]
- Domenico Falbo (?), affiliato ai Forastefano.[80]
- Franco Bevilacqua (?)[81]
- Simone Canale (2018), affiliato nel carcere di Biella negli Alvaro racconta delle dinamiche sul territorio calabrese negli ultimi anni.[82]
- Massimiliano Ungaro (2016), rivela l'esistenza del Locale di San Mauro Torinese.[83]
- Carmine Guido (2016), pentito italo-canadese per il processo canadese Project-Ophenix nei confronti di Giuseppe Ursino e Cosmin (Chris) Dracea.[84]
- Cosimo Virgiglio (?), ex massone ed affiliato ai Piromalli-Molé, collabora al processo Breakfast.[85]
- Cosimo Di Mauro (?), pentito e condannato nel processo Alto Piemonte raccolta le attività nel Biellese.[86]
- Emanuele Mancuso (luglio 2018), figlio di Pantaleone Mancuso, detto l'ingegnere, il primo a collaborare della sua famiglia, implicato nell'operazione e processo Nemea.[87][88][5]
- Marcello Filoreto Fondacaro (?), medico affiliato ai Piromalli.[89]
- Stefano Carmelo Serpa (?), picciotto di giornata dei De Stefano fino agli anni '90, collabora nel processo 'ndrangheta stragista e Gotha.[90]
- Antonino Zavettieri (?), collaboratore nel processo Leonia.[14]
- Giuseppe Giampà (?), figlio di Francesco Giampà.[5]
- Maria Vallonearanci, moglie di Natale Acri, esponente di spicoo degli Acri-Morfò (?), collabora all'operazione Stige del 2018 in Germania.[91]
- Salvatore Danieli (?), collabora nell'operazione Orthrus del 2019 contro gli Iozzo.[92]
- Domenico Todaro (?), collabora nell'operazione Orthrus del 2019 contro gli Iozzo.[92]
- Bartolomeo Arena (2019)

## Anni 2020
- Maurizio Cortese (2020), affiliato ai Timpano, già condannato nel processo epilogo e indagato nel processo Pedigree.[93]
- Roberto Presta (2021), affiliato ai Lanzino di Cosenza coinvolto nel processo Valle dell'Esaro.[94]
- Francesco Labate (2021), affiliato alla 'Ndrina Barreca di Reggio Calabria, genero del boss Filippo Barreca, coinvolto nell'operazione Metameria.
- Walter Loielo (2021)
- Antonio Cataldo (2021)
- Domenico Ficarra (2022)
- Antonio Guastalegname (gennaio 2022)
- Carmelo Cimarosa (settembre 2022)
- Vittorio Raso (settembre 2022)
- Rosario Barbaro (gennaio 2023)
- Ivan Barone (marzo 2023)
- Carmine Pablo Minerva (marzo 2023)
- Gaetano Aloe (2023)
- Pasquale Megna (aprile 2023)
- Onofrio Barbieri (2023)
- Gianenrico Formosa ,uomo di fiducia della ndrina Ursino, affiliato sia alla ndrangheta che alla sacra corona unita con dote di sgarrista dal 2004,componente della squadra di killer della ndrina Crea di Rizziconi,condannato per l'assalto al caveau Mondialpol d Calcinato (ottobre 2021)[95][96][97][98]
- Antonio Accorinti (settembre 2023)
- Francesco Greco (settembre 2023)
- Luca Talarico (marzo 2024)
- Vincenzo Pasquino (maggio 2024)